# IQhiya
iQhiya (gegründet 2015) ist ein südafrikanisches Künstlerkollektiv, welches von elf schwarzen Künstlerinnen gegründet wurde.
Ehemals Studentinnen und Gründungsmitglieder von iQhiya sind: Asemahle Ntonti, Bronwyn Katz, Buhlebezwe Siwani, Bonolo Kavula, Charity Kelapile, Lungiswa Gqunta, Matlhogonolo Kelapile, Sethembile Msezane, Sisipho Ngodwana, Thandiwe Msebenzi und Thuli Gamedze. 
iQhiya, ein Netzwerk junger schwarzer Künstlerinnen ist in Kapstadt und Johannesburg niedergelassen. Die Künstlerinnen arbeiten mit einem breiten Spektrum künstlerischer Disziplinen, darunter Performance, Video, Fotografie, Skulptur und andere Medien. iQhiya war unter anderem 2016 Teilnehmer der Joburg Art Fair in Johannisburg und 2017 der documenta 14 in Kassel.